# Sonotrode
La sonotrode est une pièce métallique ou outil qui est soumis à de l'ultrason, et restitue cette énergie vibratoire dans un élément à appliquer (gaz, liquide, tissus ou solide).
Suivant une plage de fréquence standard d'utilisation de l'ultrason (de 20 kHz à 70 kHz), la sonotrode résonne en fréquence en se "contractant" et en se "dilatant" x fois par seconde (x étant la fréquence) dans une amplitude de quelques micromètres (environ de 13 à 130 µm).

Cette résonance d'onde acoustique d'une demi-longueur d'onde, suit les caractéristiques d'élasticité constante du matériau {\displaystyle E} (module de Young), de sa masse volumique ρ, de la vitesse du son {\displaystyle c} à travers ce matériau, ainsi que la fréquence {\displaystyle f}. 
Elles sont faites de titane, d'aluminium, ou d'acier, avec ou sans traitement thermique (carbure)
Les sonotrodes de petits diamètres sont parfois appelées sondes.
La forme de la sonotrode (ronde, carrée, avec denture, profilée...), dépend de la quantité d'énergie vibratoire et à une contrainte physique pour une application précise.
Pour une application de soudure ou de coupe à ultrason, la sonotrode restitue l'énergie  vibratoire directement à la surface de contact de façon rectiligne, avec peu de diffraction. Cependant la propagation des vibrations peut endommager dans ce cas, des composants électroniques environnant.
Sa géométrie doit être optimisée suivant l'application.